# Lymnastis
Lymnastis is een geslacht van kevers uit de familie van de loopkevers (Carabidae). De wetenschappelijke naam van het geslacht is voor het eerst geldig gepubliceerd in 1862 door Motschulsky.

## Soorten
Het geslacht Lymnastis omvat de volgende soorten:
- Lymnastis adventitius (Peringuey, 1896)
- Lymnastis americanus Darlington, 1934
- Lymnastis atricapillus Bates, 1892
- Lymnastis barbieri Straneo, 1953
- Lymnastis brooksi Baehr, 2008
- Lymnastis coomani Jeannel, 1932
- Lymnastis decorsei Jeannel, 1932
- Lymnastis dieneri Székessy, 1938
- Lymnastis foveicollis G.Muller, 1941
- Lymnastis galilaeus Piochard de la Brullerie, 1876
- Lymnastis gaudini Jeannel, 1929
- Lymnastis gomerae Franz, 1965
- Lymnastis herlanti Basilewsky, 1951
- Lymnastis indicus (Motschulsky, 1851)
- Lymnastis inops Darlington, 1962
- Lymnastis jeanneli Basilewsky, 1951
- Lymnastis leleupi Basilewsky, 1949
- Lymnastis lesnei Jeannel, 1932
- Lymnastis luigionii Dodero, 1899
- Lymnastis macrops Jeannel, 1932
- Lymnastis meersmanae Basilewsky, 1951
- Lymnastis minutus Basilewsky, 1953
- Lymnastis niloticus Motschulsky, 1862
- Lymnastis pilosus Bates, 1892
- Lymnastis pullulus Motschulsky, 1862
- Lymnastis remyi Jeannel, 1949
- Lymnastis rugegeiensis Basilewsky, 1953
- Lymnastis sanctaehelenae Basilewsky, 1972
- Lymnastis scaritides Bruneau De Mire, 1965
- Lymnastis schachti Baehr, 2003
- Lymnastis schoutedeni Jeannel, 1937
- Lymnastis subovatus Machado, 1992
- Lymnastis sugimotoi Habu, 1975
- Lymnastis swaluwenbergi Jeannel, 1932
- Lymnastis tescorum Arnoldi & Kryzhanovskij, 1964
- Lymnastis thoracicus Machado, 1992
- Lymnastis tibesticus Bruneau De Mire, 1990
- Lymnastis villiersi Bruneau De Mire, 1965
- Lymnastis yanoi Nakane, 1963